# Жардинополис (Санта-Катарина)
Жардинополис (порт. Jardinópolis)  —  муниципалитет в Бразилии, входит в штат Санта-Катарина. Составная часть мезорегиона Запад штата Санта-Катарина. Входит в экономико-статистический  микрорегион Шапеко. Население составляет 1851 человек на 2007 год. Занимает площадь 68,097 км². Плотность населения — 26,6 чел./км².

## История
Город основан в 1992 году.

## Статистика
- Валовой внутренний продукт на 2003 составляет 20.089.425,00 реалов (данные: Бразильский институт географии и статистики).
- Валовой внутренний продукт на душу населения на 2003 составляет 10.601,28 реалов (данные: Бразильский институт географии и статистики).
- Индекс развития человеческого потенциала на 2000 составляет 0,763 (данные: Программа развития ООН).

## География
Климат местности: субтропический.